# Óscar Ortiz (político)
Óscar Samuel Ortiz Ascencio (San Alejo, La Unión, 14 de febrero de 1961) es un político salvadoreño y uno de los dirigentes nacionales del Frente Farabundo Martí para la Liberación Nacional (FMLN). Fue alcalde de la ciudad de Santa Tecla (2000-2014) y Vicepresidente de El Salvador (2014-2019) durante el gobierno de Salvador Sánchez Cerén.

## Biografía
Ortiz nació en el seno de una familia campesina. En 1977 se incorporó a las Fuerzas Populares de Liberación "Farabundo Martí" (FPL), una de las cinco organizaciones armadas que en 1980 conformaron el FMLN. Durante la guerra civil de El Salvador, adoptó el seudónimo de Comandante Guillermo Rodríguez. Desde 1981, Ortiz dirigió una columna guerrillera en el departamento de Usulután, en la zona oriental de El Salvador. Herido en combate en 1983, tuvo que viajar a Nicaragua para recibir tratamiento médico. Se reincorporó a la lucha armada en 1987.
En 1992 luego de la firma de los Acuerdos de Paz, el FMLN desmovilizó sus milicias y se convirtió en un partido político. Ortiz fue encargado de organizar el nuevo partido político en el departamento de La Libertad. En 1993 asumió el cargo de coordinador departamental en La Libertad. En 1994 fue elegido diputado a la Asamblea Legislativa para un período de tres años, siendo reelegido en 1997. En los períodos de 1994-1997 a 1997-2000, fue diputado de la primera y la segunda bancada Legislativa del FMLN por el departamento de La Libertad, formando parte de las comisiones de Economía y Agricultura, y de Cultura y Educación. De igual manera, fue presidente de la Comisión de Trabajo y Previsión Social y de la Subcomisión Agraria, en donde lideró importantes propuestas de cambio.
En los comicios celebrados, el 12 de marzo de 2000, Ortiz fue elegido alcalde del municipio de Santa Tecla. Asumió el cargo, el 1 de mayo de ese año. Fue reelecto en 2003, 2006, el 18 de enero de 2009 y el 11 de marzo de 2012. Como jefe edilicio de la cuarta ciudad más poblada de El Salvador, Ortiz se convirtió en uno de los líderes del FMLN. Se le ha identificado como uno de los líderes de la corriente reformista del partido.
En julio de 2003, fue precandidato presidencial en la elección interna del FMLN, pero quedó en segundo lugar frente al líder histórico Schafik Hándal. En noviembre de 2004 se presentó como candidato al cargo de coordinador general de su partido, pero fue superado por Medardo González.

## Candidatura a la vicepresidencia
El 20 de  octubre de 2012, el Consejo Nacional del FMLN aprobó la propuesta conjunta del candidato presidencial Salvador Sánchez Cerén y de la Comisión Política del partido, para completar la fórmula presidencial integrando a Óscar Ortiz como candidato a la Vicepresidencia de la República, con vista a las elecciones de 2014. Dicha decisión fue ratificada por la Convención Nacional del FMLN realizada el 11 de noviembre de ese año. La fórmula integrada por Sánchez Cerén y Ortiz obtuvo el respaldo de 1 315 768 electores (48,93% de los votos válidos) en la primera vuelta celebrada el 2 de febrero de 2014. 

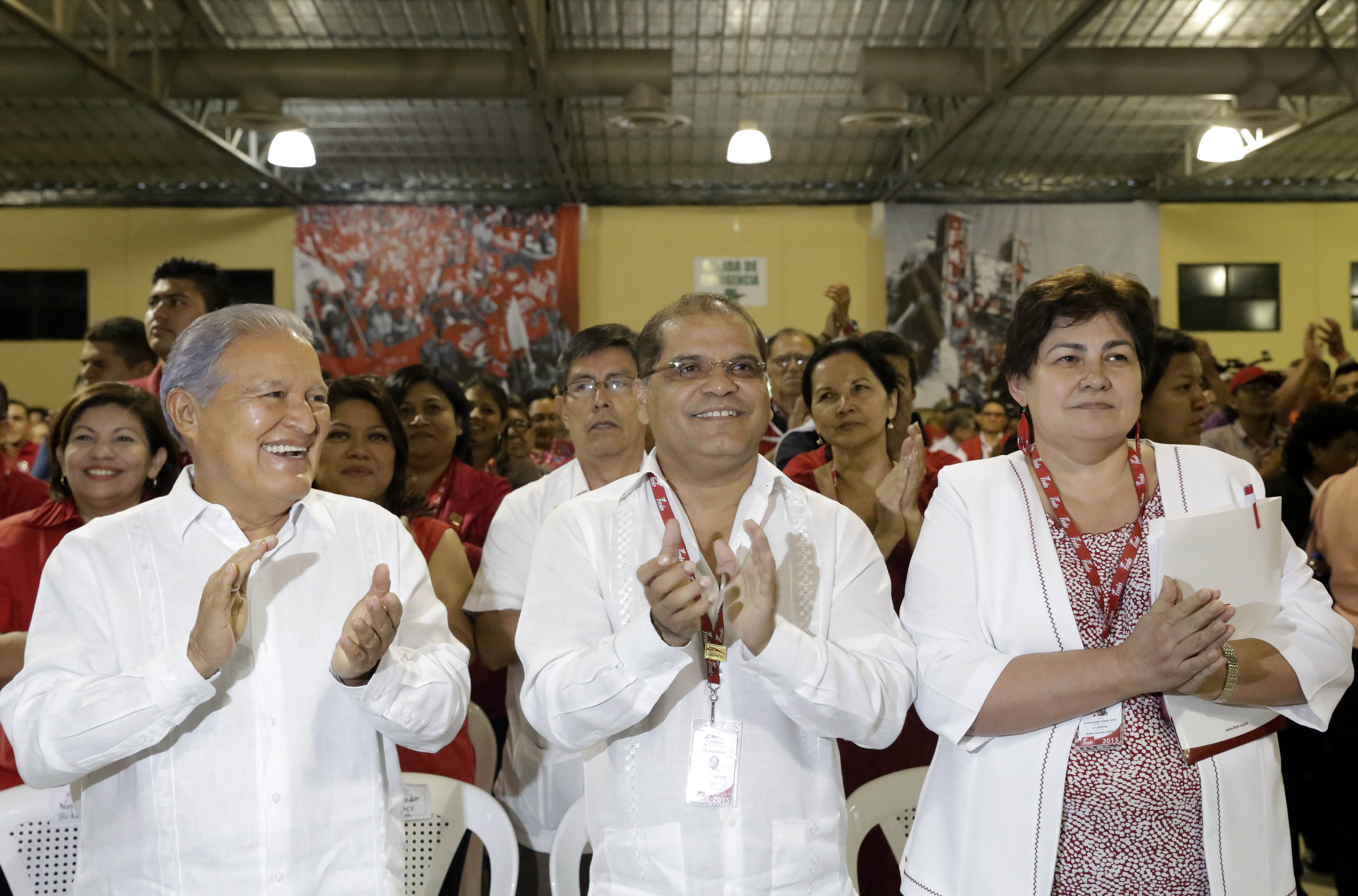
Sánchez Cerén y Óscar Ortiz en el I Congreso del FMLN.

Ortiz ganó la Vicepresidencia de la República en la segunda vuelta de las elecciones presidenciales realizada el 9 de marzo de 2014, en las que obtuvo el respaldo de 1 495 815 electores equivalente al 50,11% de los votos válidos. El 13 de marzo de 2014, Ortiz junto con su compañero de fórmula, el entonces presidente electo, Salvador Sánchez Cerén, fueron confirmados como vencedores al concluir el escrutinio final realizado por el Tribunal Supremo Electoral, tomando posesión de sus cargos el 1 de junio de 2014.